# Becharof National Wildlife Refuge
Das Becharof National Wildlife Refuge ist ein 4857 km² großes Schutzgebiet des National Wildlife Refuge Systems auf der Alaska-Halbinsel an der Küste der Schelichow-Straße im US-Bundesstaat Alaska. Der östliche Teil ist als Wilderness Area (Becharof Wilderness), der strengsten Klasse von Naturschutzgebieten der Vereinigten Staaten, ausgewiesen. Das Schutzgebiet wird von der Weltnaturschutzunion in der Kategorie IV (Biotop- und Artenschutzgebiet) geführt.
Das Wildlife Refuge liegt in einer Kette von Naturschutzgebieten auf der Halbinsel, die den Katmai-Nationalpark, Becharof National Wildlife Refuge, Alaska Peninsula National Wildlife Refuge, Aniakchak National Monument and Preserve und Izembek National Wildlife Refuge umfasst.
Das Refuge beinhaltet Küstenlandschaft, Tundra, von Gletschern gespeiste Flüsse und Berge wie den 1474 m hohen Vulkan Mount Peulik. Im Zentrum des Gebiets liegt der bis zu 180 m tiefe namensgebende See Becharof, der mit 1200 km² der zweitgrößte See Alaskas und der größte im gesamten National Wildlife Refuge System ist. 

## Tierwelt
Der Becharofsee ist das weltweit zweitgrößte Laichgebiet von Rotlachs, der Nahrungsgrundlage für eine der größten Braunbärpopulationen Alaskas ist. Der der Bristol Bay zugewandte westliche Teil des Schutzgebiets, der aus Flachlandtundra besteht, ist außerdem Lebensraum für große Säugetiere wie Rentiere, Elche und Wölfe. Die Elchpopulation erreichte erst in den 1950er Jahren ein nennenswertes Ausmaß. Die Rentierherde Northern Alaska Peninsula, eine der 13 größten Herden Alaskas, überwintert in der Region des Refuges.
Greifvögel wie Weißkopfseeadler, Habicht oder Falke nisten im Becharof NWR ebenso wie Wasservögel wie der Zwergschwan.

## Geschichte
Am 1. Dezember 1978 wies US-Präsident Jimmy Carter das Becharof-Gebiet zusammen mit 16 anderen Schutzgebieten Alaskas auf Basis des Antiquities Acts von 1906 als National Monument aus. Im Zuge des Alaska National Interest Lands Conservation Acts vom 2. Dezember 1980 wurde nach politischer Kritik der Status auf den eines Wildlife Refuge heruntergestuft.
1983 legte der United States Fish and Wildlife Service die Verwaltung des Becharof NWR, der Ugashik- und Chihnik-Abschnitte des Alaska Peninsula National Wildlife Refuges und den Seal-Cape-Abschnitt des Alaska Maritime National Wildlife Refuges zusammen.